# 合志栄一
合志 栄一（ごうし えいいち、1949年〈昭和24年〉9月11日 - ）は、日本の政治家。山口県議会議員（通算8期）。元山口市長。山口大学経済学部卒業。熊本県出身。山口県在住。

## 経歴
- 1979年（昭和54年） - 山口市議会議員選挙に生長の家政治連合公認（諸派）で立候補、当選。（1期目）
- 1983年（昭和58年） - 山口市議会議員選挙に生長の家政治連合公認（諸派）で立候補、当選。（2期目）
- 1987年（昭和62年） - 山口県議会議員選挙（山口市選挙区）に自民党公認で立候補、当選。（1期目）
- 1991年（平成3年） - 山口県議会議員選挙（山口市選挙区）に自民党公認で立候補、当選。（2期目）
- 1995年（平成7年） - 山口県議会議員選挙（山口市選挙区）に自民党公認で立候補、当選。（3期目）
- 1998年（平成10年） - 山口県議会議員を辞職し、第18回参議院議員通常選挙（山口県選挙区）に自民党公認で立候補、落選。
- 2002年（平成14年） - 山口市長選挙に無所属で立候補、当選。（1期目）
- 2005年（平成17年） - 新設合併に伴う山口市長選挙に無所属で立候補、落選。
- 2007年（平成19年） - 山口県議会議員選挙（山口市選挙区）に無所属で立候補、当選。（通算4期目）
- 2011年（平成23年） - 山口県議会議員選挙（山口市選挙区）に無所属で立候補、当選。（通算5期目）
- 2015年（平成27年） - 山口県議会議員選挙（山口市選挙区）に無所属で立候補、当選。（通算6期目）
- 2019年（平成31年） - 山口県議会議員選挙（山口市選挙区）に無所属で立候補、当選。（通算7期目）
- 2023年（令和5年） - 山口県議会議員選挙（山口市選挙区）に無所属で立候補、当選。（通算8期目）

## 活動
- 熊本県出身で山口市に地縁はなかったが、山口大学に進学したことで山口市に移る。
- 県議在職中は高村正彦衆議院議員の系列に属した。
- 参院選立候補は当初、自民党県連内の公認争いでは劣勢だったが、最有力だった橋本憲二県議が病気療養で公認申請を取り下げたことで橋本派が合志派に乗り移り、新進党から復党した元自治大臣の吹田愰を抑えて自民党公認を得た。しかし選挙では無所属の松岡満寿男に大差で敗れた。
- 雌伏4年、当時山口市に建設中であった山口情報芸術センターの建設凍結・見直しを掲げて山口市長選挙に挑み、自民党推薦の前助役・原昌克を僅差で破った。当選直後は少数与党で助役人事など議会運営に難航を極め、助役は県に要請して派遣してもらった山口県水産部長渡辺純忠を起用することで決着した。
- 周辺市町との合併協議では防府市の合併協議離脱を招き（防府市長松浦正人も元県議で、かつて高村系だった）、また選挙時の公約であった山口情報芸術センターの建設凍結・見直しも（市民委員会の議論を踏まえた上でとはいえ）結果的に当初の計画通り建設が進められたこともあって、行政手腕に疑問を抱かせた。
- 山口市・小郡町・秋穂町・阿知須町・徳地町の新設合併に伴う新・山口市の市長選挙に立候補し、かつて自らの助役だった渡辺純忠に敗れた。合志にはこのときも高村正彦が全面支援した。
- 2007年4月の山口県議会議員選挙に出馬、市議2期、県議3期、市長1期と参院選出馬の抜群の知名度でトップ当選し、9年ぶりに県政に復帰した。しかし古巣の自民党には戻らず、久保田后子県議（宇部市区）と二人会派の「新政クラブ」を結成。しかし久保田県議は2009年6月28日投票の宇部市長選挙に立候補（当選）のため辞職し、新政クラブは一人会派になった。